# Mafinga
Le Mafinga Hills sono un altopiano ricoperto da colline, situato al confine tra Zambia e Malawi, nell'Africa meridionale.

## Descrizione
Queste colline sono composte da quarziti, filliti e arenarie feldspatiche di origine sedimentaria. L'altopiano comprende il monte più alto dello Zambia, il Mafinga Central di 2.339 metri.

## Accesso
Un tempo formava una barriera formidabile tra le province settentrionali e orientali che pochi veicoli a quattro ruote motrici osavano attraversare, specialmente durante la stagione delle piogge. Il collegamento stradale più breve tra le due province è ora facilitato dalla riabilitazione della strada Isoka-Muyombe, che ne attraversa i pendii inferiori. Poiché Muyombe è la capitale del distretto del neo-formato distretto di Mafinga, qualsiasi spedizione alle colline di Mafinga sarebbe saggio utilizzare Muyombe come punto di partenza.
Oltre ad attraversare Isoka, a Muyombe si può accedere anche da sud via Chama, sebbene questa strada passi brevemente attraverso la riserva naturale di Vwasa del Malawi occidentale, o da est attraverso la città malawiana di Bolero sulla rotta S104. Poiché non ci sono stazioni di rifornimento vicino a Muyombe, ad eccezione di Lundazi, Nakonde o Rhumpi (Malawi), è consigliabile che almeno il serbatoio pieno di un veicolo venga trasportato in taniche da una di queste stazioni di rifornimento nelle colline di Mafinga. Le strade nelle colline di Mafinga sono percorribili nella stagione secca anche con piccoli veicoli, sebbene necessitino di un'elevata libertà di movimento e accelerando a 20–30 km/h, ma probabilmente impraticabili nella stagione delle piogge anche con un veicolo a 4 ruote motrici.

## Turismo
Per fare un'escursione sulle colline di Mafinga, è opportuno visitare il capo locale per informarlo delle intenzioni della spedizione ed eventualmente richiedere una guida. Ciò è particolarmente importante in quanto non esiste una società turistica formale istituita nella zona per portare gli escursionisti in montagna e informare il capo dei tuoi piani può aiutarti a garantire la sicurezza e che hai ricevuto le informazioni adeguate.
Senza la compagnia turistica, non ci sono guide formali ma il capo locale o altri capi potrebbero consigliare cacciatori o agricoltori della zona che desideri esplorare e che conoscono bene la zona per venire con te. Preparati a offrire un dono di cibo al capo (come un sacchetto di riso, farina o zucchero) e a fornire riparo e compenso monetario a qualsiasi guida che ti accompagna. Non ci sono sentieri designati sulle colline, quindi tutte le escursioni saranno sconvolgenti. Il terreno è roccioso con tufi d'erba che rendono impegnativo camminare senza torcere una caviglia.
Ci sono sorgenti sparse nelle montagne e le sorgenti di alcuni fiumi diversi serpeggiano attraverso le valli delle montagne che possono essere utilizzate come fonti d'acqua. Il fiume Luangwa, il fiume principale dello Zambia orientale, ha la sua sorgente nelle colline di Mafinga.